# STS-126

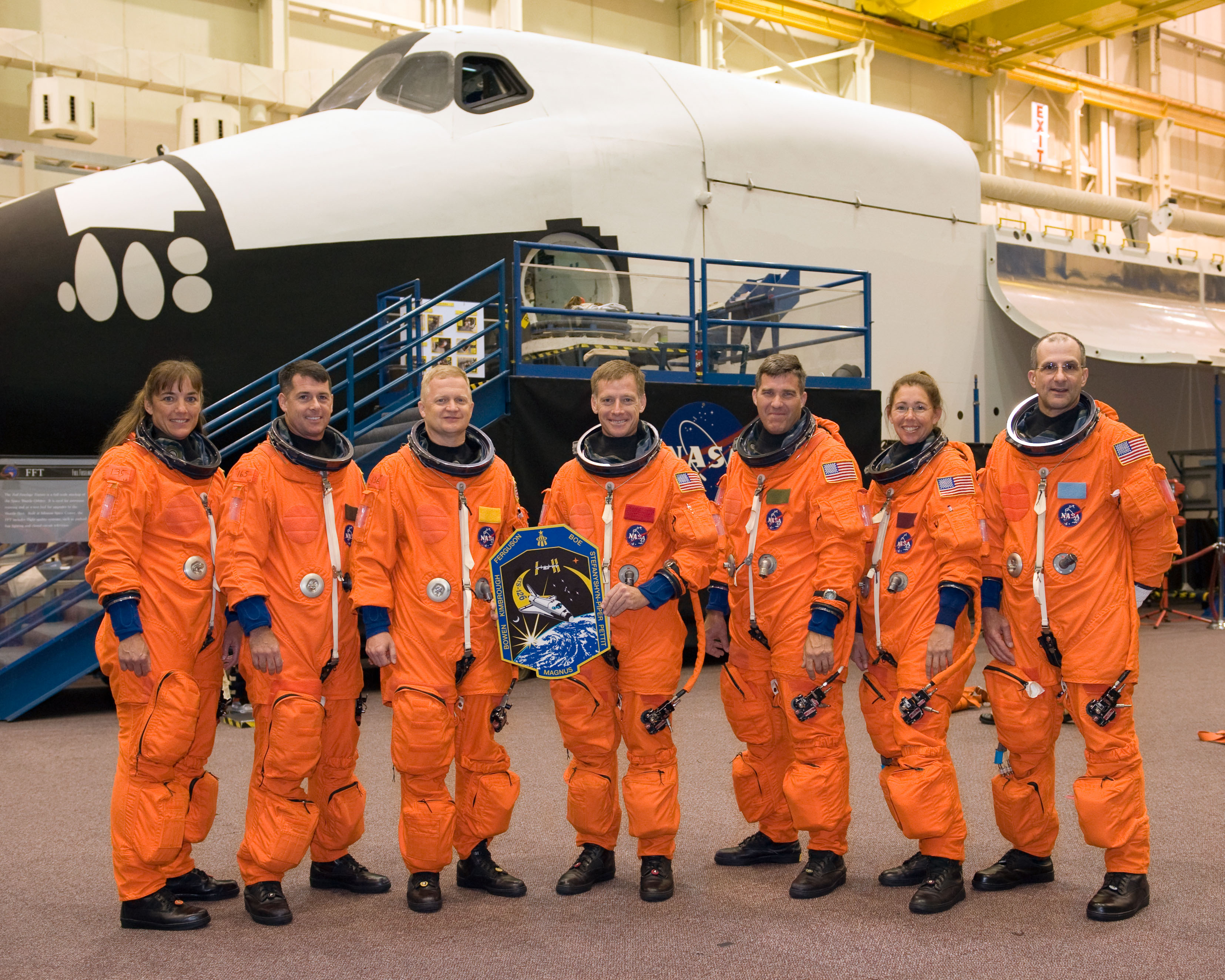
Екіпаж STS-126: Зліва направо: Магнус, Боуен, Петтіт, Фергюсон, Боу, Кiмбро, Стефанишин-Пайпер

 STS-126 — місія шатла «Індевор» у рамках космічної програми «Спейс Шаттл», 44-й пілотований політ до Міжнародної космічної станції.

## Екіпаж

### Екіпаж старту
- (НАСА) Крістофер Фергюсон (2-й космічний політ) — командир екіпажу
- (НАСА) Ерік Боу (1) — пілот
- (НАСА) Стівен Боуен (1) — фахівець польоту
- (НАСА) Гайдемарі Стефанишин-Пайпер (2) — фахівець польоту
- (НАСА) Доналд Петтіт (2) — фахівець польоту
- (НАСА) Роберт Кімбро (англ. Robert Shane Kimbrough) (1) — фахівець польоту

### Члени екіпажуМКС-18(старт)
- (НАСА) Сандра Магнус (2) — бортінженер

### Члени екіпажуМКС-18(посадка)
- (НАСА) Грег Шамітофф (1) — бортінженер

### Зміни у складі
- Спочатку до складу екіпажу входила Джоан Гіґґінботем (спеціаліст польоту STS-116). Але через рішення Хіггінботам залишити космічне агентство і перейти в приватну компанію НАСА оголосило про її заміну на Доналда Петтіта[1].
- Стівена Боуена спочатку заявили до складу екіпажу STS-124, однак у зв'язку із змінами планів ротації екіпажів МКС, він був переміщений в екіпаж STS-126[2].

## Мета експедиції
Мета польоту шатлу «Індевор» STS-126 — доставка на Міжнародну космічну станцію обладнання і матеріалів для забезпечення роботи шести асіронавтов на борту МКС. Усі матеріали та обладнання були упаковані в багатоцільовий модулі постачання «Леонардо», який знаходився у вантажному відсіку шаттла. Серед вантажів, що знаходилися в модулі «Леонардо», були дві кабіни і другий туалет для членів екіпажу МКС, друга доріжка, що біжить, обладнання для регенерації води, підігрівач для їжі, морозильна камера для експериментальних матеріалів. Загальна вага корисних вантажів, доставлених на станцію в модулі «Леонардо» склав 6,35 тонни. Загальна вага модуля «Леонардо» з корисним вантажем склав близько 12,5 тонни, цей вантаж був найважчим з усіх вантажів, коли-небудь що доставляються шаттлами на орбіту.
Запланована тривалість польоту становила шістнадцять діб. Також було заплановано чотири виходу у відкритий космос.
Інші цілі польоту:
- Ремонт механізму обертання сонячних батарей станції на правій гілці фермової конструкції;
- Зміна на борту МКС бортінженера−2;
- Проведення на зовнішній поверхні американського сегменту робіт з обслуговування і дооснащення МКС;
- Повернення обладнання та доставка на Землю результатів експериментів, що проводяться на МКС.

## Підготовка до польоту

### 2007
- 1 жовтня — названий екіпаж місії «Індевор» STS-126. Шаттл «Індевор» готується до запланованого польоту STS-126, а також і до можливої місії (STS-326) порятунку для екіпажу шаттла «Діскавері» STS-124. Командиром екіпажу призначений Крістофер Фергюсон, пілотом — Ерік Боу, фахівцями польоту призначені: Стівен Боуен, Джоан Гіґґінботем (англ. Joan Higginbotham), Роберт Кімбро (англ. R. Shane Kimbrough), Гайдемарі Стефанишин-Пайпер і бортінженер вісімнадцятої довготривалої експедиції МКС Сандра Магнус. Сандра Магнус залишиться на МКС, а замість неї на землю повернеться Грегорі Шамітофф, який знаходився на станції у складі довготривалої експедиції з червня 2008 року. В екіпажі три новачки космічних польотів: Боу, Боуен і Кімбро[3].
- 21 листопада — НАСА оголошує, що в екіпажі «Індевора» проведена заміна. Замість Джоан Хіггінботам, що покинула станцію НАСА, до складу екіпажу включений Доналд Петтіт. Для Петтіта це буде другий космічний політ. Перший раз у космосі він був з листопада 2002 року по березень 2003 року в складі шостої довготривалої експедиції МКС. У листопаді 2007 року старт «Індевора» планувався на 18 вересня 2008 року[4].

### 2008
- 14 лютого. Через затримки старту шаттла «Атлантіс» STS-122, НАСА змушене перенести запуски шаттлів, запланованих на 2008 рік. У тому числі перенесений старт «Індевора» STS-126 з 18 вересня на 16 жовтня 2008[5].
- 22 Травня через затримки старту шаттла «Атлантіс» STS-125, старт «Індевора» STS-126 перенесено з 16 жовтня на 10 листопада 2008 року[6].
- 5 вересня. Старт «Індевора» переноситься на 12 листопада 2008 року. Час старту — 20 годин 43 хвилини за північноамериканським східним часом (1 година 43 хвилини 13 листопада за Гринвічем). Дата і час повернення на землю — 19 годин 45 хвилин за Гринвічем 27 листопада 2008[7].
- 11 Вересня. «Індевор» перевезений з ангара в будівлю вертикальної збірки. Перевезення почалася о 10 годині 55 хвилин за Гринвічем (6:00 55 хвилин місцевого часу) і закінчилася в 12 годин. У будівлі вертикальної збірки «Індевор» буде з'єднаний із зовнішнім паливним баком і двома твердопаливними прискорювачами.

Перевезення на стартовий майданчик 39В призначене на 18 вересня. «Індевор» залишатиметься на майданчику 39В як корабель порятунку для екіпажу шатла «Атлантіс» STS-125, запуск якого зі стартового майданчика 39А запланований на 10 жовтня. Місія STS-125 — це місія з обслуговування телескопа Хаббл. У разі пошкодження «Атлантіса» астронавти не зможуть дочекатися допомоги на МКС. Тому шаттл «Індевор» готується до непередбаченого старту одночасно з «Атлантисом». На випадок, якщо б після старту «Атлантіса» було б виявлено пошкодження, що перешкоджає безпечному приземленню, була розроблена програма порятунку. Згідно з цією програмою, астронавти «Атлантіса» повинні були припинити всяку активну діяльність, відключити всі нежиттєво необхідні прилади та обладнання і економно витрачати ресурси життєзабезпечення. У такому режимі вони могли б залишатися на орбіті до 25 діб, чекаючи прибуття «Індевора». Через 23 години після старту «Індевор» наблизився б до «Атлантіс». Два шаттла мали б зчепитися своїми маніпуляторами. У наступні дві доби, астронавти «Атлантіса» через відкритий космос в три прийоми повинні були перейти в «Індевор». Після повернення «Атлантіса» на землю «Індевор» буде перевезений на стартовий майданчик 39А, де він буде готуватися до запланованого польоту STS-126.
- 17 вересня. Увечері над космодромом на мисі Канаверал вибухнув дощ з грозою, тому перевезення «Індевора» з будівлі вертикальної збірки на стартовий майданчик, яка повинна була відбутися в ніч з 17 на 18 вересня затримана на добу.
- У ніч з 18 на 19 вересня шаттл «Індевор» був перевезений з будівлі вертикальної збірки на стартовий майданчик 39В. Перевезення почалася 19 вересня о 3 годині 15 хвилин за Гринвічем (23 години 15 хвилин 18 вересня місцевого часу) і закінчилася о 10 годині 59 хвилин. Вперше з липня 2001 року два шаттла одночасно знаходяться на стартових майданчиках: «Атлантіс» на майданчику 39А, «Індевор» — 39В[9].
- 24 вересня. Через втрату часу при підготовці до старту, викликаної ураганом Айк, НАСА приймає рішення про перенесення старту «Індевора» з 12 на 16 листопада. Перенесено також старт «Атлантіса» STS-125 з 10 на 14 жовтня. Згідно з новим планом польоту старт «Індевора» повинен відбутися 16 листопада о 23 годині 7 хвилин за Гринвічем, стиковка з МКС — 18 листопада о 20 годині 40 хвилин, розстикування — 29 листопада о 14 годині, приземлення — 1 грудня[10].
- 27 вересня. Виходить з ладу один з каналів передачі даних телескопа Хаббл. Щоб розібратися в причинах несправності, опрацювати методи ремонту, а також підготувати астронавтів до виконання ремонтних робіт, необхідно час. Тому НАСА приймає рішення про перенесення місії з ремонту телескопа «Атлантіс» STS-125, принаймні, до лютого 2009 року. Шаттл «Індевор» звільняється від можливої місії порятунку, яка переходить до «Діскавері» STS-119. Старт «Індевора» зсувається на більш ранню дату, з 16 на 14 листопада грудня[11].
- 3 жовтня. НАСА оголошує, що старт «Індевора» повинен відбутися 15 листопада о 00 годині 55 хвилин за Гринвічем (14 листопада в 19 годин 55 хвилин за часом космодрому). Згідно з новим планом польоту стиковка з МКС повинна відбутися 16 листопада о 22 годині 10, розстикування — 27 листопада о 15 годині 49 хвилин, приземлення — 29 листопада о 19 годині 18 хвилин[12].
- 20 жовтня. Шаттл «Атлантіс» повернуто зі стртовой майданчики 39А в будівлю вертикальної збірки. Старт «Атлантіса» перенесено на 2009 рік через вихід з ладу основного каналу системи передачі даних телескопа «Хаббл». Перевезення «Індевора» на старт 39А призначена на 23 жовтня.
- 23 жовтня. Шаттл «Індевор» був перевезений зі стартового майданчика 39В на стартовий майданчик 39А. Перевезення почалася 12 годин 28 хвилин за Гринвічем (8 годин 28 хвилин річного часом східного узбережжя США). Перевезення тривала 8:00 9 хвилин. У 20 годин 37 хвилин «Індевор» встановлено на стартовому майданчику 39А.
- 29 жовтня. Екіпаж шатла «Індевор» проводить повномасштабне тренування зворотного передстартового відліку з одяганням скафандрів і розміщенням в кабіні корабля.
- 30 жовтня. НАСА офіційно оголошує, що старт «Індевора» відбудеться 15 листопада в 0 годин 55 хвилин за Гринвічем (14 листопада в 19 годин 55 хвилин за часом космодрому)[13].
- 11 листопада. Екіпаж шатла «Індевор» прибуває на космодром мису Канаверал для безпосередньої підготовки до старту. Астронавти доставлені на літаках Т-38. 12 листопада о 3 годині за Гринвічем починається передстартовий зворотний відлік. Відповідно до метеопрогнозом на вечір п'ятниці, 14 листопада, ймовірність сприятливої для старту погоди в районі космодрому становить 60 %. Прогноз параметрів погоди: дощ на висоті від 900 м до 2400 м, видимість 11,3 км, температура 21 °C, швидкість вітру 6,2 м/с (12 вузлів), пориви до 8,7 м/с. Прогноз на 15 листопада ще більш несприятливий[14].
- 12 листопада. Ймовірність сприятливою для старту погоди в районі космодрому підвищилася і склала 70 %.

## Опис польоту

### Старт і перший день польоту
00:55 15 листопада — 07:55 15 листопада

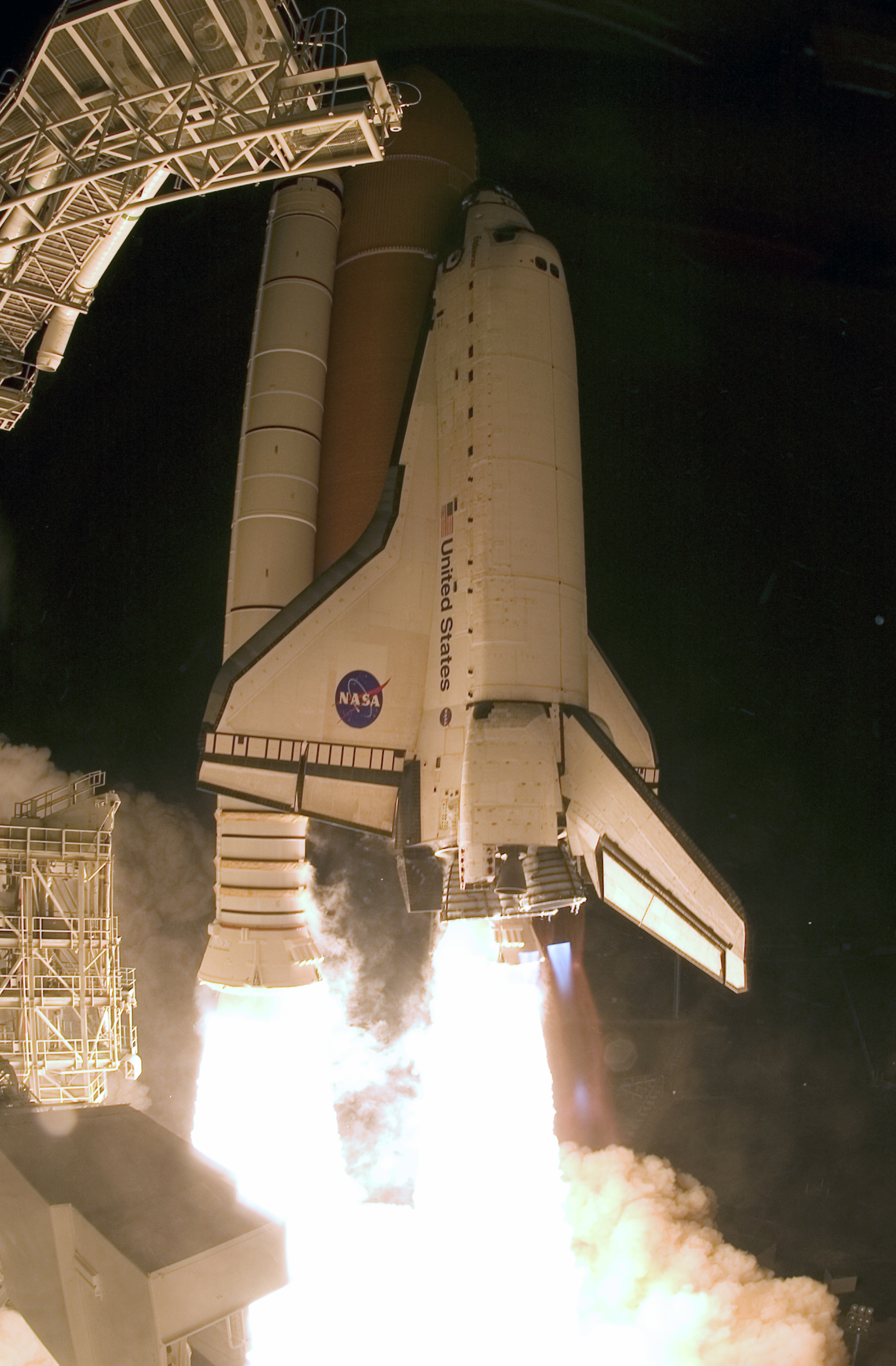
Старт «Індевора».

У день старту, в 14 годин, прогноз погоди залишається сприятливим для запуску «Індевора» в запланований час. У 15 годин 30 хвилин ухвалено рішення про заправку зовнішнього паливного бака. У 16 годин 10 хвилин починається закачування рідких кисню і водню в зовнішній паливний бак. Процедура заправки триває близько трьох годин, протягом яких з круглих резервуарів, розташованих навколо стартового майданчика, в зовнішній паливний бак перекачують 650 000 літрів рідкого кисню і 1 742 000 літрів рідкого водню. Температура рідкого кисню — −148 °C, рідкого водню — −217 °C.
О 21 годині астронавти «Індевора», одягнені в скафандри, розміщуються в спеціальному автобусі, який доставляє їх до стартового майданчика. На ліфті астронавти піднімаються до кабіни шатлу на висоту 59 м. О 21 годині 30 хвилин астронавти начаінают розміщуватися в шатлі. Першим в кабіну «Індевор» входить командир Крістофер Фергюсон, за ним слідують Сандра Магнус, Ерік Боу, Гайдемарі Стефанишин-Пайпер, Роберт Кімбро, Доналд Петтіт і Стівен Боуен. О 22 годині 55 хвилин люк «Індевора», через який входили астронавти, закрито. Отримано підтвердження про сприятливу погоду в районах можливої аварійної посадки на військово — повітряній базі Істр в Франції, а також в Сарагосі і Мороні (Іспанія).
У центрі управління на зв'язку з екіпажем знаходиться кепки Алан Пойндекстер.
15 листопада о 0 годин 55 хвилин 39 секунд за Гринвічем (14 листопада в 19 годин 55 хвилин за часу космодрому) «Індевор» стартує. У цей час МКС пролітає на висоті 341 км над Тихим океаном, на південний схід Новій Зеландії.
Через 60 секунд після старту швидкість «Індевора» досягає 1609 км/год. Через 2 хвилини 15 секунд після старту відстрілу відпрацювали твердопаливні прискорювачі. Через 3 хвилини після старту «Індевор» перебуває на висоті 70 км, за 80 км від стартового майданчика і віддаляється зі швидкістю 6400 км/год. Через 4 хвилини після старту «Індевор» проходить точку неповернення для випадку аварійної посадки на мисі Канаверал. Через 5 хвилин 10 секунд після старту «Індевор» знаходиться на висоті 106 км, за 394 км від стартового майданчика і віддаляється зі швидкістю 11 680 км/год.
О 1 годині 4 хвилини вимкнені двигуни шаттла і відстріл зовнішній паливний бак.
«Індевор» виходить на орбіту з апогеєм 219 км і перигеєм 58 км, нахил орбіти 51,6°. Після корекції, яка була проведена через півгодини після старту, параметри орбіти складають: апогей 229 км, перигей 195 км.
О 2 годині 28 хвилин відкритий вантажний відсік шатлу. У 2 чаав 36 хвилини розкрита антена Ku діапазону.

### Другий день польоту
15:55 15 листопада — 6:25 16 листопада
Астронавти проводять стандартне обстеження теплозахисного покриття шаттла за допомогою лазерного сканера і високоразрешающей камери, встановлених на подовжувачі робота- маніпулятора. Маніпулятором керують Ерік Боу, Доналд Петтіт і Роберт Кімбро.
У 18 годин 45 хвилин подовжувач з укріпленими на ньому лазерним сканером і високоразрешающей камерою приєднаний до маніпулятора шаттла.
У 19 годин астронавти починають обстеження правого крила шаттла. О 21 годині 37 хвилин обстеження теплозахисного покриття продовжено на носі шаттла, а з 23 години 20 хвилин — на лівому крилі.
О 1 годині обстеження теплозахисного покриття закінчено. У ході обстеження було приділено увагу ділянці біля лівої системи орбітального маневрування, де відшарувалася смужка ізоляційного покриття. Розмір відшарованому покриття — ширина 10 см, довжина 30—45 см, товщина 0,76 см. Фахівці НАСА уточнюють, що це некритичний ділянку. При вході в атмосферу, перед приземленням, ця ділянка розігрівається максимально до 370 °C.
Знімки, отримані під час обстеження, передані в центр управління польотом для оцінки стану покриття фахівцями НАСА.
Після тестування антени Ku-діапазон, з'ясовується, що вона не змогла зорієнтуватися на комунікаційний супутник. Імовірно, стався збій в електронному блоці управління антени. Антена Ku -діапазону використовується для голосового зв'язку, передачі телевізійного зображення і використовується як радар під час зближення з МКС.
Астронавти тестують системи шатлу, які задіяні при стикуванні з МКС.
Гайдемарі Стефанишин-Пайпер і Стівен Боуен перевіряють ще раз скафандри й устаткування для виходу у відкритий космос і готують скафандри для перенесення в МКС.

### Третій день польоту
14:25 16 листопада — 6:25 17 листопада
День стикування з Міжнародною космічною станцією.
У 18 годин 31 хвилину проведено чергове коригування орбіти шаттла. У 18 годин 45 хвилин астронавти включають антену Ku- діапазону в режимі радара. Оскільки, попри побоювання, антена починає функціонувати нормально, її задействовуют у процесі зближення зі станцією і стикування.
Заключна фаза зближення починається в 19 годин 27 хвилин, після проведення останньої коригування орбіти шаттла. У 19 годин 47 хвилин «Індевор» знаходиться на відстані 12,5 км від станції, швидкість зближення — 8,4 км/с.
У 20 годин 39 хвилин «Індевор» знаходиться на відстані менше ніж 1,6 км від станції. У 20 годин 54 хвилини «Індевор» — на відстані 427 м від станції.

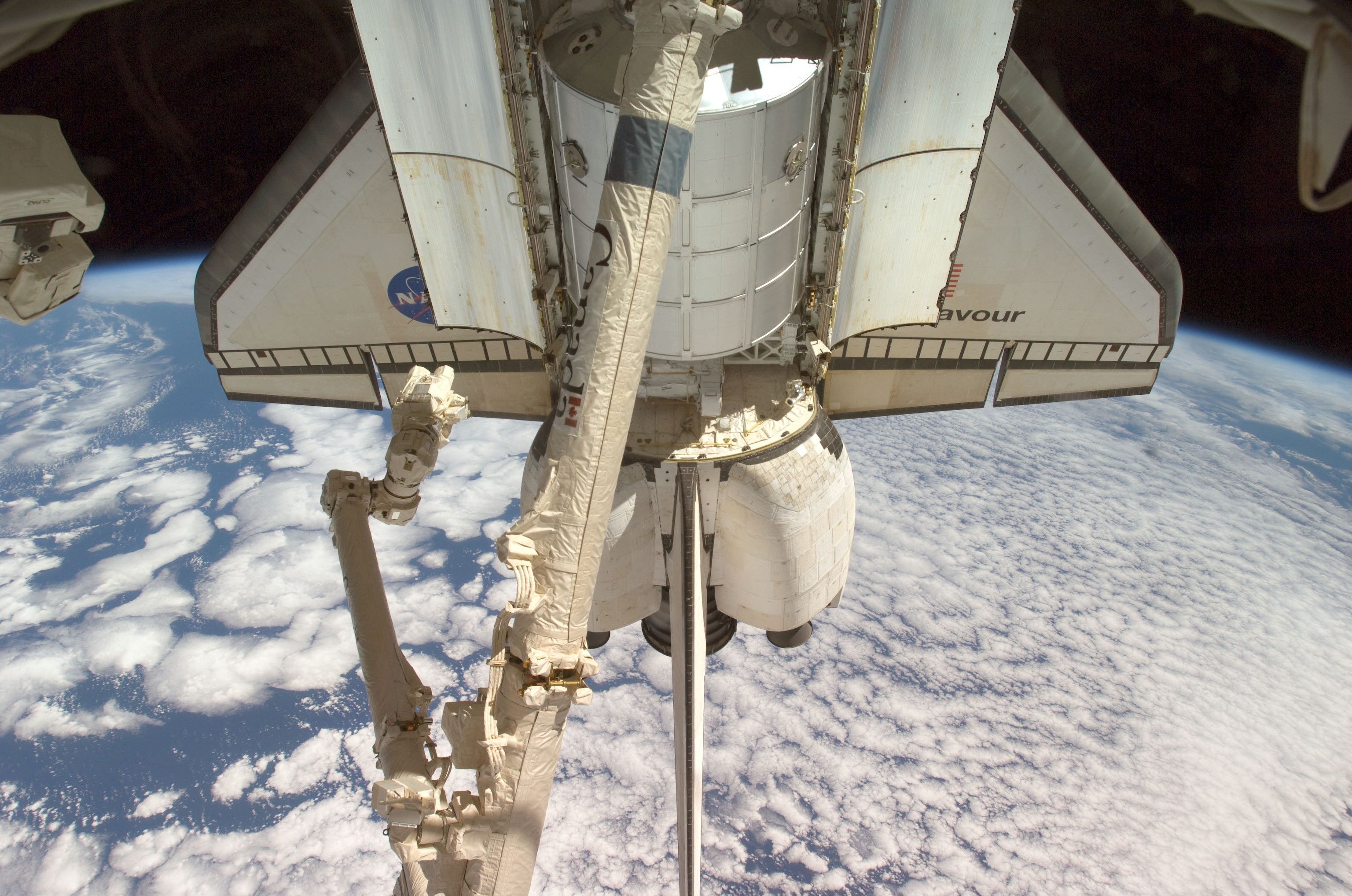
«Індевор» пристикувався до МКС.

У 21 годину 8 хвилин «Індевор» знаходиться під станцією на відстані 183 м від неї. Під управлінням командира корабля Крістофера Фергюсона, «Індевор» починає стандартний переворот перед ілюмінаторами модуля «Зоря». Під час перевороту астронавти МКС Майкл Фінк і Грегорі Шамітофф проводять знімання теплозахисного покриття шаттла. Фінк працює з 800-міліметрової камерою з роздільною здатністю в один дюйм. Шамітофф знімає 400-міліметрової камерою з роздільною здатністю в три дюйми. Загалом було зроблено понад 300 фотографій. Переворот закінчено о 21 год 16 хвилин. О 21 годині 31 хвилину «Індевор» знаходиться перед станцією: ніс направлений в космос, корми — на Землю, розкритий вантажний відсік, в якому розташований стикувальний вузол, — на МКС. О 21 годині 32 хвилини з центру управління польотом дано дозвіл на стиковку. О 21 годині 31 хвилину відстань між шатлом і станцією становить 61 м. О 21 годині 49 хвилин відстань між шатлом і станцією становить 30 м, швидкість зближення — 0,05 м/с. О 21 годині 58 хвилин відстань між шатлом і станцією становить 6 м. О 22 годині 1 хвилина між шатлом і станцією 1,5 м.
О 22 годині 1 хвилину «Індевор» пристикувався до МКС. Стиковка сталася над районом кордону між Індією і Китаєм.
У 00 годин 16 хвилин відкритий люк між «Індевором» і МКС. На орбіті зустрічаються екіпаж шаттла і 18-й довготривалий екіпаж МКС: Майкл Фінк, Юрій Лончаков і Грегорі Шамітофф.
Після короткої церемонії зустрічі астронавти відновлюють роботу за планом.
Індивідуальний ложемент Сандри Магнус перенесений з шаттла в «Союз ТМА−13» і встановлений замість ложементу Шамітофф. З цього моменту (2 години 50 хвилин) Магнус вважається членом екіпажу станції, а Шамітофф переходить в екіпаж «Індевора».
Через три години після стикування, астронавти починають переноску до станції обладнання і матеріалів, доставлених в шатлі.
Відшарування теплоізоляції біля лівої системи орбітального маневрування визнано незначним і не потребуючим подальшого обстеження.

### Четвертий день польоту
14:35 17 листопада — 5:55 18 листопада
Астронавти дістають з вантажного відсіку шатлу транспортний модуль «Леонардо» і пристиковують його до нижнього порту (спрямованому на землю) модуля «Гармонія».
Модуль «Леонардо» захоплений роботом- маніпулятором станції в 16 годин 37 хвилин. Роботом- маніпулятором керують Доналд Петтіт і Роберт Кімбро. О 17 годині 5 хвилин починається підйом «Леонардо» з вантажного відсіку шатла. У 17 годин 26 хвилин модуль «Леонардо» підведений до порту модуля «Гармонія». У 17 годин 50 хвилин стикувальний вузол модуля «Леонардо» підведений до стикувального вузла модуля «Гармонія». У 18 годин 4 хвилини стикувальні вузли обох модулів щільно стягнуті.
Після перевірки герметичності стику, о 23 годині 43 хвилини відкритий люк в модуль «Леонардо». Першим в модуль входить командир екіпажу МКС Майкл Фінк.
Після аналізу зображень теплозахисного покриття шаттла, фахівці НАСА повідомляють, що додаткового обстеження теплозахисту не потрібно.
Система електроживлення «Індевора» під'єднана до системи електроживлення МКС, що забезпечує можливість для шатлу залишатися в космосі додаткові добу.
Стівен Боуен, Гайдемарі Стефанишин-Пайпер і Роберт Кімбро в модулі «Квест» підготовляють скафандри і інструменти до майбутнього наступного дня виходу у відкритий космос, який запланований на 18 годин 45 хвилин.

### П'ятий день польоту
13:55 18 листопада — 5:55 19 листопада
День першого виходу у відкритий космос. Планова тривалість виходу — шість з половиною годин. Що виходять астронавти: Гайдемарі Стефанишин-Пайпер, Стівен Боуен. Для Стефанишин-Пайпер це третій вихід, для Боуена — перший. Мета виходу — переноска вийшов з ладу бака з аміаком в системі охолодження станції у вантажний відсік шатлу для повернення його на землю, зняття кришки з зовнішньої стінки модуля «Кібо», початок обслуговування механізму обертання сонячних батарей станції на правій гілці фермової конструкції. Зняття чотирьох кришок з зовнішньої стінки модуля «Кібо» для підготовки модуля до установки на ньому зовнішньої платформи з експериментальним обладнанням, яка запланована під час польоту STS-127.
Проблеми в механізмі обертання сонячних батарей на правій гілці фермової конструкції станції з'явилися у вересні 2007 року. У механізмі виник підвищений рівень вібрації, на зовнішньому кільці механізму (діаметр кільця близько 10,5 футів) була втрачена змазка, від збільшився тертя з'явилися металеві тирса, віддача потужності від батарей зменшилася. Відтоді сонячні батареї правої гілки використовувалися тільки частково. У завдання астронавтів входить — заміна в механізмі обертання одинадцяти з дванадцяти підшипників, очищення механізму від металевих тирси і оновлення мастила. На фермової конструкції станції встановлено два механізму обертання, один на лівій стороні, між сегментами S3 і S4, другий на правій стороні між сегментами Р3 і Р4.
Роберт Кімбро координує вихід зі станції. Доналд Петтіт і Сандра Магнус управляють маніпулятором станції, на якому закріплена Гайдемарі Стефанишин-Пайпер.

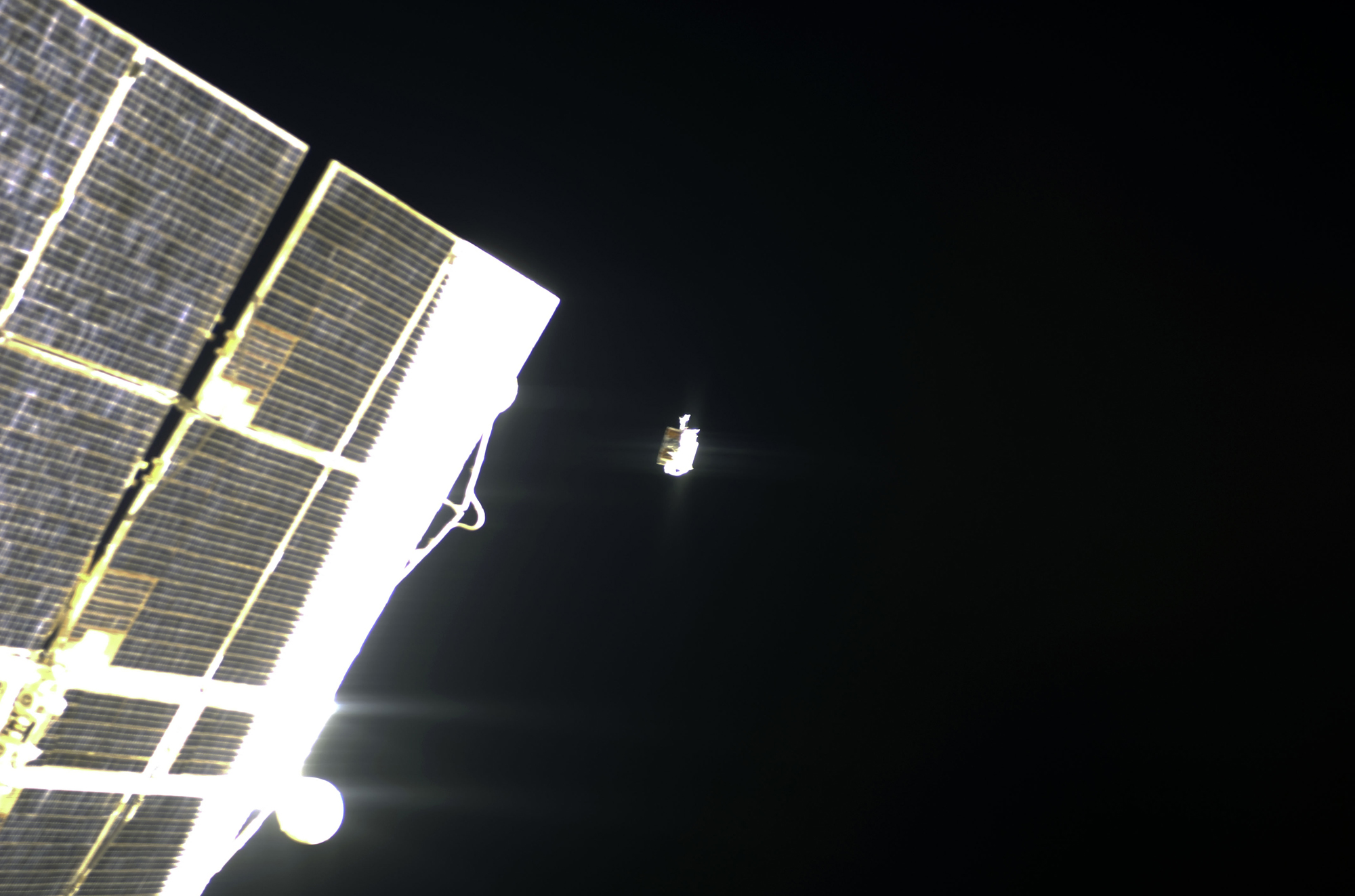
Сумка з інструментами відлітає у відкритий космос.

У 15 годин 55 хвилин астронавти починають надягати скафандри. Вихід починається в 18 годин 9 хвилин — на 36 хвилин раніше запланованого часу. Астронавти направляються до закріпленого на фермовій конструкції баку з системи охолодження. Стефанишин-Пайпер, закріплена на маніпуляторі станції, бере в руки бак і переміщається у вантажний відсік шатлу. Туди ж переміщається і Боуен, який закріплює бак у вантажному відсіку. Переноска бака завершена в 19 годин 27 хвилин. Стефанишин-Пайпер бере в руки запасну бухту гнучкого шланга для системи охолодження станції. Стефанишин-Пайпер переміщається до однієї з складських платформ на фермової конструкції станції. О 20 годині бухта закріплена на складський платформі. До цього моменту астронавти випереджають графік майже на одну годину. Стівен Боуен переміщається до модуля «Кібо» і починає знімати з нього захисне покриття в тому місці, де буде закріплена зовнішня експериментальна платформа. Потім Боуен і Стефанишин-Пайпер переміщуються до сегменту S3, щоб розпочати ремонтні роботи на механізмі обертання сонячних батарей. У 20 годин 30 хвилин Стефанишин-Пайпер виявляє, що з мастильного шприца, який знаходився в сумці з інструментами, витекла значна кількість мастила. За допомогою ганчірок вона починає збирати витекле мастило в інструментальній сумці і з необережності випускає сумку з рук, яка відлітає у відкритий космос. Втрата сумки з інструментами трапилася о 20 годині 42 хвилини. Надалі астронавтам доводиться користуватися інструментами з сумки Боуена. Астронавти знімають кришки з механізму обертання. Стефанишин-Пайпер і Боуен размонтіруйте підшипники, очищають і змазують поверхні ковзання і встановлюють нові підшипники. В 0 годин 20 хвилин астронавти закінчують першу частину роботи на механізмі обертання. Ці роботи будуть продовжені під час наступних виходів у відкритий космос. В 0 годин 50 хвилин астронавти повертаються в шлюзовий модуль. В 0 годин 57 хвилин люк шлюзового модуля закритий.

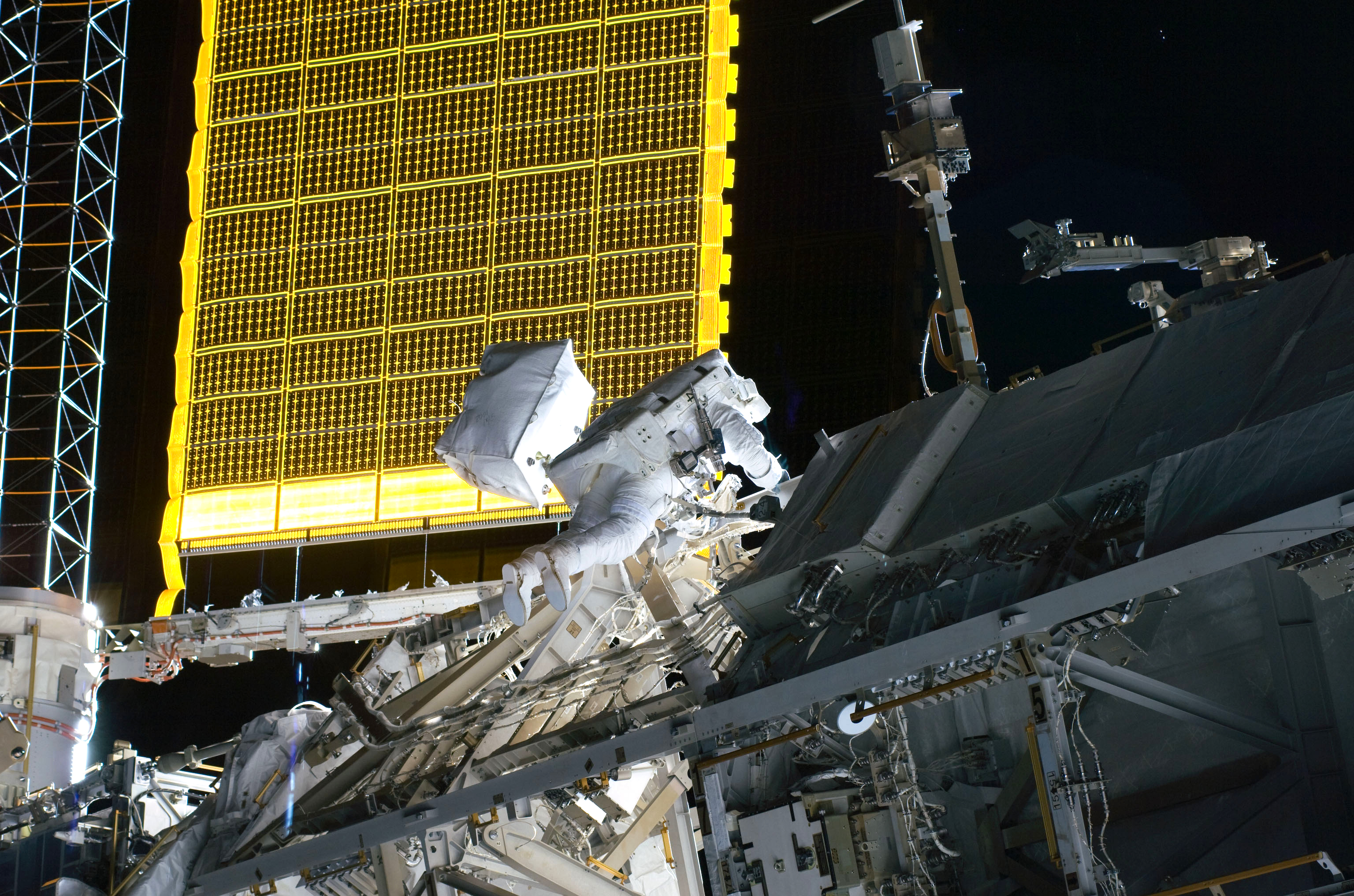
Стівен Боуен у відкритому космосі

Вихід закінчився в 1 година 1 хвилину 19 листопада. Тривалість виходу склала 6 годині 52 хвилини. Це був 115 вихід у відкритий космос, пов'язаний з МКС.
Через годину після закінчення виходу втрачена сумка з інструментами, вага якої становив близько 13 кг, перебуває за 4 км від станції і 200 м нижче станції. Небезпеки зіткнення з сумкою немає.
Цього дня астронавти переносять доставлене обладнання та матеріали з модуля «Леонардо» у станцію. Перенесені дві стійки вагою 770 кг, у яких змонтована система регенерації води, а також одна з двох кабін для екіпажу МКС і туалет. Астронавти починають монтаж системи регенерації води в модулі «Дестіні».
Після аналізу зображень теплозахисного покриття, фахівці НАСА приходять до висновку, що ушкоджень, які становлять небезпеку для шатлу, немає. Ніяких додаткових обстежень теплозахисту не заплановано. «Індевор» буде приземлятися «як є».

### Шостий день польоту
13:55 19 листопада — 5:55 20 листопада

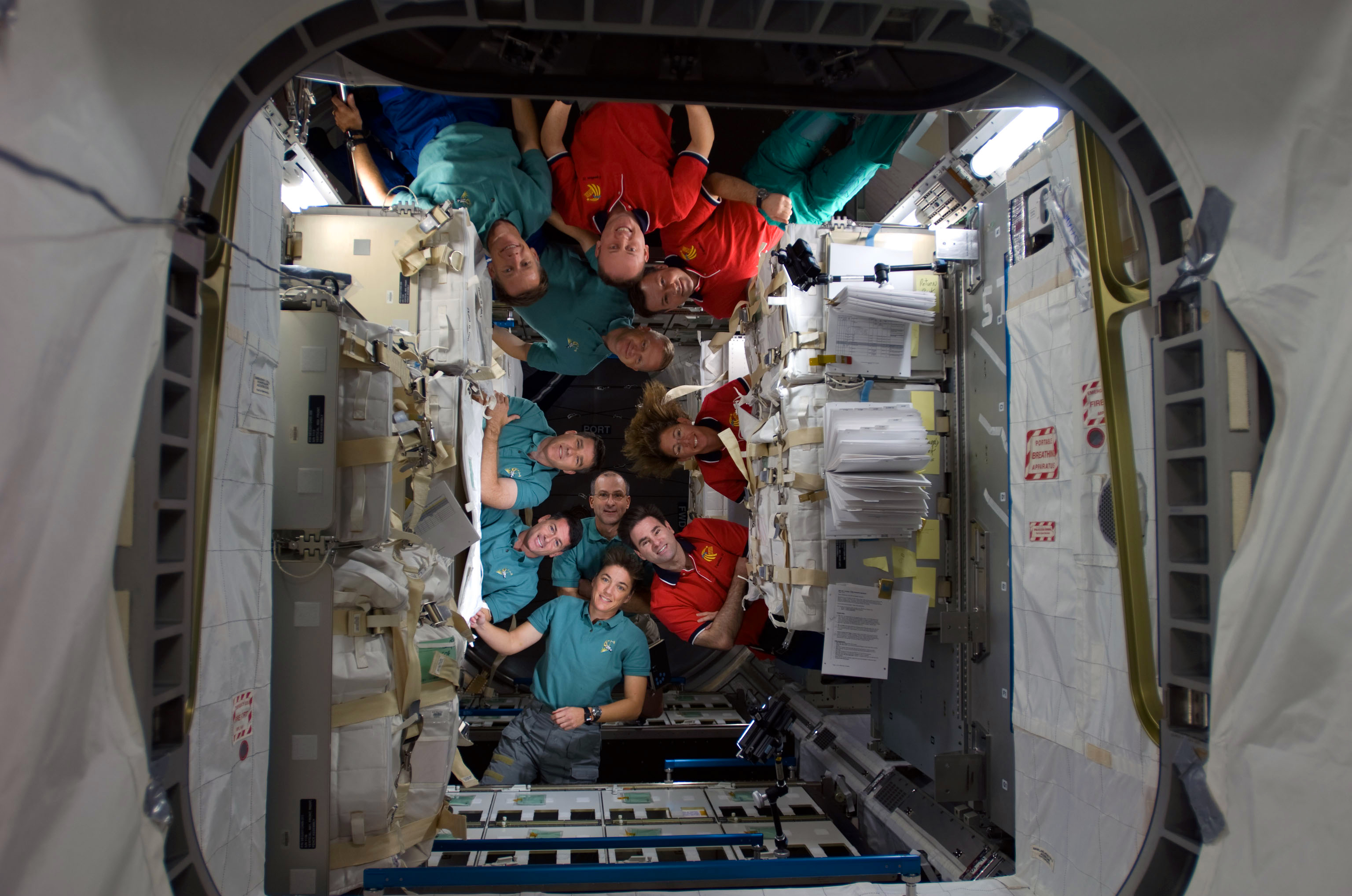
Спільний екіпаж «Індевора» і МКС.

Астронавти переносять матеріали та обладнання з шаттла і модуля «Леонардо» у станцію. У станції встановлено дві кабіни для астронавтів екіпажу МКС. Доналд Петтіт і Майкл Фінк починають встановлювати систему регенерації води в модулі «Дестіні».
Хайдемарі Стефанишин-Пайпер і Роберт Кімбро готуються до майбутнього наступного дня виходу у відкритий космос, який запланований на 18 годин 45 хвилин.
З 20 години 50 хвилин протягом 220 хвилин відбулася телеконференція Стефанишин-Пайпер і Боуен з кореспондентами Ассошіейтед Прес і телевізійних каналів KSMP-TV з Міннеаполіс а і WCVB-TV з Бостон. Стефанишин-Пайпер висловила жаль, що втратила інструментальну сумку вартістю 100 000 доларів. Стівен Боуен взяв частину провини на себе, бо він не проконтролював страхувальний фал, яким повинна була бути прив'язана сумка.

### Сьомий день польоту
13:55 20 листопада — 5:55 21 листопада
Астронавти відзначають десятирічний ювілей початку збирання Міжнародної космічної станції. 20 листопада 1998 був виведений на орбіту модуль «Зоря» — перший модуль, з якого почалася збірка Міжнародної космічної станції.
День другого виходу у відкритий космос. Планова тривалість виходу — шість з половиною годин. Що виходять астронавти: Гайдемарі Стефанишин-Пайпер, Роберт Кімбро. Для Стефанишин-Пайпер це четвертий вихід, для Кімбро — перший. Мета виходу — переміщення на інші позиції двох візків, призначених для пересування екіпажу і обладнання вздовж фермової конструкції, підготовка місця для встановлення зовнішньої складської платформи (External Stowage Platform 3), обслуговування механізму захоплення робота — маніпулятора станції, продовження обслуговування механізму обертання сонячних батарей станції.
Стівен Боуен координує вихід зі станції. Доналд Петтіт і Сандра Магнус управляють маніпулятором станції.
У 15 годин 55 хвилин астронавти надягають скафандри. Вихід починається в 17 годин 58 хвилин — на 47 хвилин раніше запланованого часу.

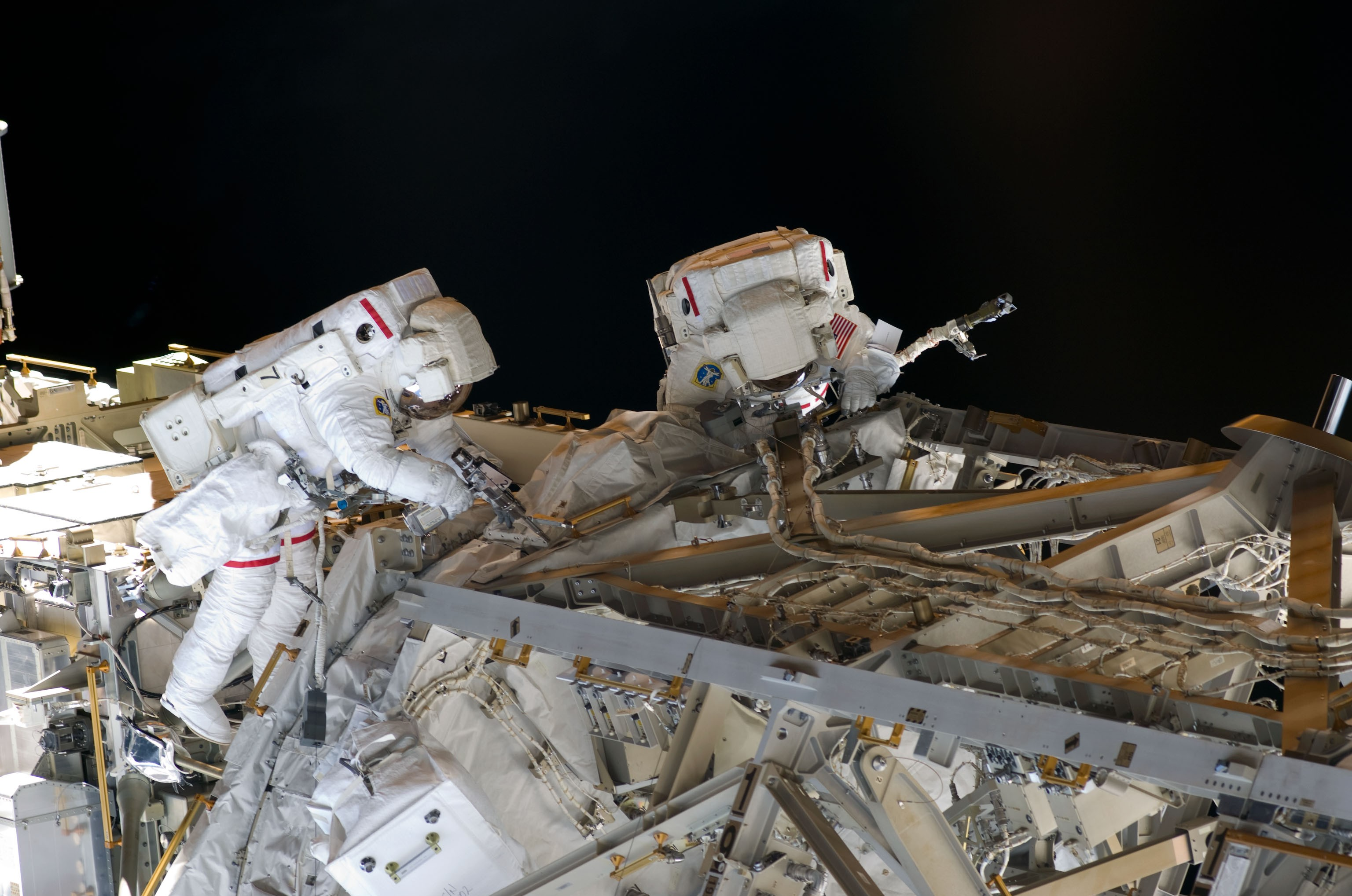
Стефанишин-Пайпер і Кімбро у відкритому космосі.

Астронавти спрямовуються на праву гілку фермової конструкції. У 18 годин 40 хвилин Кімбро, закріплений на маніпуляторі станції, бере в руки одну з візків і переноситься на ліву гілку фермової конструкції. У 19 годин 10 хвилин перша візок встановлено. Астронавти вирушають в зворотний шлях за другий візком. У 19 годин 45 хвилин встановлено друга візок. Візки будуть використовуватися під час польоту «Діскавері» STS-119 для установки сегмента S6 з останнім комплектом сонячних батарей МКС. У 20 годин 15 хвилин Стефанишин-Пайпер переміщається до сегменту S3 і продовжує обслуговування механізму обертання сонячних батарей. Кімбро починає обслуговування механізму захоплення робота- маніпулятора станції. О 21 годині 23 хвилини Кімбро закінчує роботу з маніпулятором і приєднується до Стефанишин-Пайпер. Астронавти очищають поверхні ковзання від металевих тирси, наносять свіжу мастило і замінюють підшипники. У 23 години 55 хвилин астронавти закінчують роботу. У скафандрі Кімбро підвищився рівень оксиду вуглецю, тому він раніше вирушає в модуль «Квест». Під час пересування Кімбро втрачає радіозв'язок. В 0 годин 28 хвилин (21 листопада) астронавти повертаються в шлюзовий модуль.
Вихід закінчується в 0 годин 43 хвилини. Тривалість виходу склала 6 годині 45 хвилин. Це був 116 вихід у відкритий космос, пов'язаний з МКС.
Астронавти продовжують переноску доставленого обладнання та матеріалів з «Індевора» у станцію. Закінчено монтаж системи регенерації води в модулі «Дестіні», і астронавти починають тестування системи.
У 17 годин 10 хвилин за допомогою двигунів «Індевора» піднята орбіта станції.

### Восьмий день польоту
14:05 21 листопада — 5:55 22 листопада
Як сигнал для пробудження на «Індевор» була передана українська народна пісня «Розпрягайте хлопці коней», яка призначалася для Гайдемарі Стефанишин-Пайпер, батько якої — українець.
Цього дня у астронавтів заплановано час для відпочинку.
Триває переноска доставленого обладнання з модуля «Леонардо» у станцію і обладнання, яке підлягає поверненню на землю, у зворотному напрямку. Астронавти продовжують спроби запустити знов встановлену систему регенерації води.
Гайдемарі Стефанишин-Пайпер і Стівен Боуен готують інструменти і переглядають завдання до майбутнього наступного дня третього виходу у відкритий космос.
У 17 годин 10 хвилин за допомогою двигунів шаттла відбита станції піднята на 1,8 км.
О 20 годині 5 хвилин почалася спільна прес-конференція екіпажів «Індевора» і МКС.

### Дев'ятий день польоту
13:55 22 листопада — 5:55 23 листопада
День третього виходу у відкритий космос. Планова тривалість виходу — шість з половиною годин. Що виходять астронавти: Гайдемарі Стефанишин-Пайпер, Стівен Боуен. Для Стефанишин-Пайпер це п'ятий вихід, для Боуена — другий. Мета виходу — продовження обслуговування механізму обертання сонячних батарей станції.
Роберт Кімбро координує вихід зі станції.
У 17 годин 15 хвилин астронавти надягають скафандри. У 17 годин 32 хвилини починається відкачка повітря з шлюзової камери. Вихід відбувається в 18 годин 1 хвилину — на 44 хвилини раніше запланованого часу.
Після виходу з шлюзового модуля «Квест» астронавти спрямовуються на ліву гілку фермової конструкції станції, до сегменту S3. У 18 годин 28 хвилин астронавти переміщуються до місця роботи. Астронавти очищають поверхні ковзання від металевих тирси, наносять свіжу мастило і замінюють підшипники.
До 19 години 15 хвилинам Стефанишин-Пайпер замінила один підшипник. Обом астронавтам належить замінити ще п'ять. До 22 годинах 15 хвилинах замінені три підшипника. До 23 годинах 52 хвилинах замінені п'ять із шести підшипників. Часу для заміни останнього запланованого підшипника не залишається. У загальній складності Стефанишин-Пайпер замінила 3 підшипника і Боуен — два. Протягом трьох виходів були замінені 10 підшипників, один був замінений раніше, під час польоту «Діскавері» STS-124. Останній, дванадцятий підшипник, буде замінений під час четвертого виходу у відкритий космос. Астронавти збирають інструменти і прямують до шлюзового модулю. В 0 годин 40 хвилин астронавти повертаються в модуль «Квест».

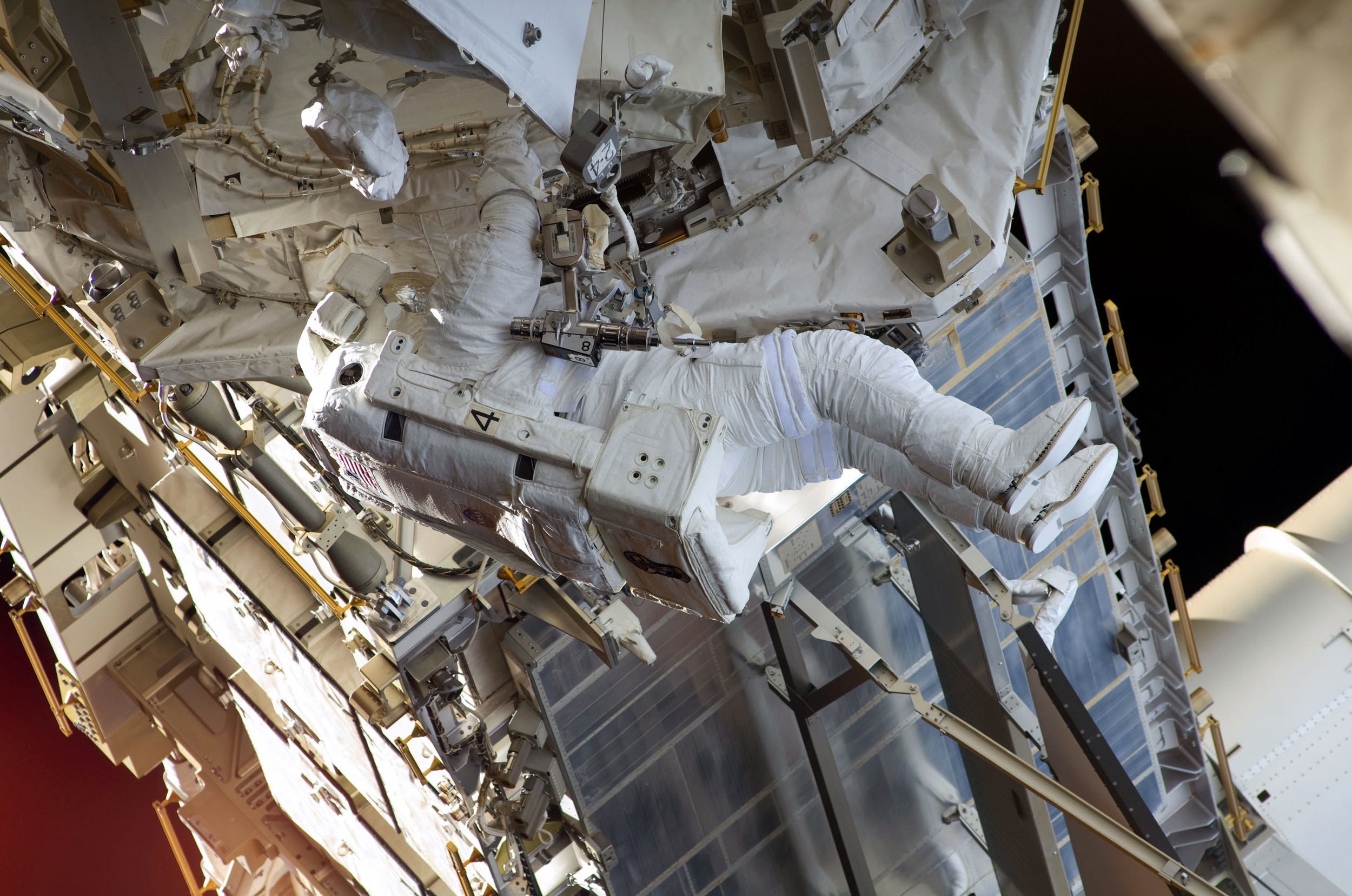
Стівен Боуен у відкритому космосі

Вихід закінчується в 0 годин 58 хвилин, 23 листопада. Тривалість виходу склала 6:00 57 хвилин. Сумарний час трьох виходів склало 20 годин 34 хвилини. Сумарний час п'яти виходів у відкритий космос Стефанишин-Пайпер склало 33 години 42 хвилини. Сумарний час двох виходів у відкритий космос Боуена склало 13 годин 49 хвилин. Це був 117 вихід у відкритий космос, пов'язаний з МКС.
Усередині станції астронавти «Індевора» і МКС продовжують переносити обладнання з модуля «Леонардо» у станцію і у зворотному напрямку. Астронавти разом з фахівцями НАСА в центрі управління польотом продовжують спроби запустити знов встановлену систему регенерації води, яка працює нестабільно. Перед астронавтами стоять завдання — запустити систему, зібрати зразки очищеної води і забрати їх з собою на землю для аналізу.

### Десятий день польоту
13:55 23 листопада — 5:55 24 листопада
Командир екіпажу МКС Майкл Фінк і Доналд Петтіт працюють з установкою регенерації води. Вони видаляють прокладки, демпфирующие вібрацію центрифуги. Після включення установки пропрацювала 2:00 без збоїв.
За час коротких періодів роботи установки, астронавтам вдається зібрати необхідну кількість очищеної води для детального хімічного аналізу на Землі.
Члени екіпажів шаттла і станції продовжують переноску обладнання та матеріалів з шаттла в станцію і готуються до майбутнього наступного дня четвертого, і останньому, виходу у відкритий космос. До кінця дня перенесено 76 % обладнання, доставленого на станцію.
Після 17 годин астронавти мали чотири години вільного часу.
О 21 годині 5 хвилин Фергюсон, Боу, Фінк і Магнус відповідають на запитання кореспондентів телевізійних каналів ABC News, CBS News і NBC News.
Стівен Боуен і Роберт Кімбро готують інструменти і переглядають завдання до майбутнього наступного дня четвертого виходу у відкритий космос.

### Одинадцятий день польоту
13:55 24 листопада — 5:55 25 листопада
День четвертого виходу у відкритий космос. Планова тривалість виходу — шість з половиною годин. Що виходять астронавти: Стівен Боуен і Роберт Кімбро. Для Боуена це третій вихід, для Кімбро — другий. Мета виходу — установка захисної кришки на модулі «Кібо», завершення заміни підшипників на правій гілці фермової конструкції і обслуговування механізму обертання сонячних батарей станції на лівій гілці, установка поручнів, установка антени GPS на модулі «Кібо», установка відеокамери. Захисна кришка на модулі «Кібо» на місці, де буде закріплена зовнішня експериментальна платформа, була знята під час першого виходу у відкритий космос. Після цього астронавти протестували зсередини станції механізми кріплення зовнішньої експериментальної платформи. Під час тестування з'ясовується, що один з механізмів функціонує небезошібочно. Стівен Боуен повинен був прояснити ситуацію під час виходу.

## Статистичні дані
Експедиція STS-126 стала:
- 268-м пілотованим польотом у космос.
- 156-м пілотованим польотом США.
- 124-м польотом шатла, починаючи з STS-1.
- 99-м пілотованим польотом після загибелі шатлу «Челенджер» (STS-51-L).
- 13-му пілотованим польотом після загибелі шатлу «Колумбія» (STS-107).
- 22-м польотом орбітального модуля «Індевор».
- 27-м польотом шатла до МКС.